# Aprenentatge per transferència
L'aprenentatge per transferència (amb acrònim anglès TL) és un problema d'investigació en aprenentatge automàtic (ML) que se centra a emmagatzemar el coneixement adquirit mentre es resol un problema i l'aplica a un problema diferent però relacionat. Per exemple, els coneixements adquirits en aprendre a reconèixer els cotxes es podrien aplicar quan s'intenta reconèixer els camions. Aquesta àrea de recerca guarda certa relació amb la llarga història de la literatura psicològica sobre transferència de l'aprenentatge, encara que els vincles pràctics entre ambdós camps són limitats. Des del punt de vista pràctic, reutilitzar o transferir informació de tasques apreses prèviament per a l'aprenentatge de noves tasques té el potencial de millorar significativament l'eficiència de la mostra d'un agent d'aprenentatge de reforç.
El 1976, Stevo Bozinovski i Ante Fulgosi van publicar un article que abordava explícitament l'aprenentatge de transferència en l'entrenament de xarxes neuronals. El document ofereix un model matemàtic i geomètric d'aprenentatge per transferència. El 1981 es va presentar un informe sobre l'aplicació de l'aprenentatge de transferència en l'entrenament d'una xarxa neuronal en un conjunt de dades d'imatges que representaven lletres de terminals d'ordinador. Es va demostrar experimentalment l'aprenentatge de transferència tant positiu com negatiu.
La definició de transferència d'aprenentatge es dona en termes de dominis i tasques. Un domini {\displaystyle {\mathcal {D}}} consta de: un espai de característiques {\displaystyle {\mathcal {X}}} i una distribució de probabilitat marginal {\displaystyle P(X)}, on {\displaystyle X=\{x_{1},...,x_{n}\}\in {\mathcal {X}}}. Donat un domini específic, {\displaystyle {\mathcal {D}}=\{{\mathcal {X}},P(X)\}}, una tasca consta de dos components: un espai d'etiquetes {\displaystyle {\mathcal {Y}}} i una funció predictiva objectiva {\displaystyle f:{\mathcal {X}}\rightarrow {\mathcal {Y}}}. La funció {\displaystyle f} s'utilitza per predir l'etiqueta corresponent {\displaystyle f(x)} d'una nova instància {\displaystyle x}. Aquesta tasca, denotada per {\displaystyle {\mathcal {T}}=\{{\mathcal {Y}},f(x)\}}, s'aprèn a partir de les dades d'entrenament que consisteixen en parelles {\displaystyle \{x_{i},y_{i}\}}, on {\displaystyle x_{i}\in X} i {\displaystyle y_{i}\in {\mathcal {Y}}}.
Donat un domini d'origen {\displaystyle {\mathcal {D}}_{S}} i tasca d'aprenentatge {\displaystyle {\mathcal {T}}_{S}}, un domini objectiu {\displaystyle {\mathcal {D}}_{T}} i tasca d'aprenentatge {\displaystyle {\mathcal {T}}_{T}}, on {\displaystyle {\mathcal {D}}_{S}\neq {\mathcal {D}}_{T}}, o {\displaystyle {\mathcal {T}}_{S}\neq {\mathcal {T}}_{T}}, l'aprenentatge de transferència pretén ajudar a millorar l'aprenentatge de la funció predictiva objectiu {\displaystyle f_{T}(\cdot )} en {\displaystyle {\mathcal {D}}_{T}} utilitzant el coneixement en {\displaystyle {\mathcal {D}}_{S}} i {\displaystyle {\mathcal {T}}_{S}}.
Hi ha algorismes disponibles per a l'aprenentatge de transferència en xarxes lògiques de Markov i xarxes bayesianes. L'aprenentatge de transferència també s'ha aplicat al descobriment de subtipus de càncer, utilització d'edificis, jocs generals, classificació de text, reconeixement de dígits, imatges mèdiques i filtratge de correu brossa.
L'any 2020 es va descobrir que, a causa de la seva naturalesa física semblant, és possible l'aprenentatge de transferència entre senyals electromiogràfics (EMG) dels músculs i classificant els comportaments de les ones cerebrals electroencefalogràfiques (EEG), des del domini de reconeixement de gestos fins al domini de reconeixement de l'estat mental. També es va assenyalar que aquesta relació funcionava a l'inrevés, demostrant que l'EEG també es pot utilitzar per classificar l'EMG. Els experiments van assenyalar que la precisió de les xarxes neuronals i les xarxes neuronals convolucionals es va millorar mitjançant l'aprenentatge de transferència tant a la primera època (abans de qualsevol aprenentatge, és a dir, en comparació amb la distribució de pes aleatòria estàndard) com a l'asimptota (el final de l'aprenentatge). procés). És a dir, els algorismes es milloren amb l'exposició a un altre domini. A més, l'usuari final d'un model pre-entrenat pot canviar l'estructura de les capes completament connectades per aconseguir un rendiment superior.